# آندره روسل
آندره روسل (انگلیسی: André Rosseel; ۲۳ نوامبر ۱۹۲۴ – ۸ دسامبر ۱۹۶۵) دوچرخه‌سوار اهل بلژیک بود.